# Лариса Чакир-Узун
Лариса Чакир-Узун е българска художничка от Украйна, работеща в областта на живописта.

## Животопис
Родена е през 1956 година в село Болбока, Ренийски район, Украйна. Баща ѝ, Петър Чакир, е художник, както и сестра ѝ Алла.
От 1995 година взима участие в изложбите на българските художници в Украйна, включително и в проведената в Одеса през май 2008 година Седма изложба на българските творци от Украйна.
През 2006 участва в семейната изложба в Одеса, посветена на „династията Чакир“.
Живее в Одеса. Член е на Националния съюз на художниците в Украйна.